# Сельскохозяйственная энциклопедия
Сельскохозяйственная энциклопедия — отраслевая (специализированная) энциклопедия, издававшаяся в СССР.
Издание пришло на смену «Крестьянской сельскохозяйственной энциклопедии» в семи томах, издававшейся в период 1925—1928 годов. В 1928 году была выпущена «Малая сельскохозяйственная энциклопедия» в трёх томах.

## Первое издание
Главный редактор — В. П. Милютин. Редакционный совет: Н. И. Вавилов, И. Д. Верменичев, В. Р. Вильямс, А. И. Гайстер, Э. И. Квиринг, М. И. Кубанин, Е. Ф. Лискун, Д. Г. Лурье, Н. Л. Мещеряков, Я. П. Никулихин, В. В. Осинский, Н. М. Тулайков, Я. А. Яковлев и др.
Издание вышло в Государственном словарно-энциклопедическом издательстве «Советская энциклопедия».
Состав издания
| Том                  | Начальная статья | Конечная статья | Год выпуска | Число столбцов | Число листов иллюстраций и карт | Всего иллюстраций | Тираж, тыс. экз. |
| -------------------- | ---------------- | --------------- | ----------- | -------------- | ------------------------------- | ----------------- | ---------------- |
| 1                    | Абака            | Гектар          | 1932        | 864            | 11                              | 979               | 61               |
| 2                    | Генетика         | Карповые        | 1933        | 800            | 7                               | н/д               | 61               |
| 3                    | Карта            | Плотина         | 1934        | 926            | 12                              | 486               | 61               |
| 4                    | Плуги            | Ящур            | 1935        | 1056           | 29                              | 466               | 61               |
| Предметный указатель | —                | —               | 1936        | 71 с.          | —                               | —                 | 18               |

История создания
В предисловии к первому изданию говорилось:

В сельскохозяйственной энциклопедии находят своё освещение основные проблемы коллективизации и колхозного строительства, проблемы руководящей роли пролетариата в деле социалистического строительства в деревне, вопросы, связанные с классовой борьбой в деревне, вопросы связи города и деревни, промышленности и сельского хозяйства, и, наконец, проблемы изживания противоречий между городом и деревней в условиях социализма. Особое внимание уделяется вопросам техники сельского хозяйства, электрификации и химизации. Мы даём подробное описание сельскохозяйственных машин и сельскохозяйственного машиностроения. Наша энциклопедия рассчитана на весь актив советов, колхозов, совхозов, МТС, хозяйственных объединений, кооперации, профсоюзов и на огромные кадры вузовцев. Наша энциклопедия не лишена недостатков, которые сознаёт редакция, но мы рассчитываем, что с помощью наших агрономов марксистов-ленинцев, с помощью колхозных и совхозных работников и специалистов мы будем исправлять ошибки и недостатки.

Второй том правился уже в процессе печати в связи с тем, что входящие в редакционный состав оказались «вредителями» — группой «Вольфа-Конара-Коварского».

## Второе издание
Главный редактор 1-го тома — В. П. Милютин; томов 2—4 — В. Р. Вильямс. Редакционный совет: Н. И. Вавилов, И. Д. Верменичев, В. Р. Вильямс, А. И. Гайстер, Е. Ф. Лискун, Л. С. Марголин, В. П. Муралов, К. П. Сомс, М. С. Сиваченко, Ф. А. Цылько, Я. А. Яковлев, А. А. Ярилов и др.
Издание вышло в Государственном издательстве колхозной и совхозной литературы (Сельхозгиз).
Состав издания
| Том                  | Начальная статья | Конечная статья | Год выпуска | Число страниц | Объем, печатных листов | Число листов иллюстраций и карт | Тираж, тыс. экз. |
| -------------------- | ---------------- | --------------- | ----------- | ------------- | ---------------------- | ------------------------------- | ---------------- |
| 1                    | Абрикос          | Ель             | 1937        | 496           | 63                     | 16                              | 100              |
| 2                    | Железы           | Кяризы          | 1937        | 450           | 56,5                   | 15                              | 50               |
| 3                    | Лаванда          | Пятнистости     | 1938        | 520           | 65,5                   | 16                              | 50               |
| 4                    | Рабатка          | Ящур            | 1940        | 588           | 74                     | 15                              | 50               |
| Предметный указатель | —                | —               | 1941        | 84            | н/д                    | —                               | н/д              |

История создания
После издания первого тома главный редактор энциклопедии В. П. Милютин за принадлежность к контрреволюционной организации «правых» был осуждён к расстрелу в октябре 1937 года.
Второй том был дополнен значительной по содержанию вклейкой под названием «Дополнительный лист к 2 тому издания 1938 года». В ней статьи дополнялись словами:

Развитие… хозяйства последние годы сдерживалось вредительством троцкистско-бухаринских бандитов, обманным образом пробравшихся в земельные органы… наша страна, наша партия разгромила осиные гнезда троцкистско-бухаринских разведчиков, диверсантов, вредителей и убийц….

## Третье издание
Главный редактор — П. П. Лобанов.
Издание вышло в Государственном издательстве сельскохозяйственной литературы (Сельхозгиз).
Состав издания
| Том | Начальная статья | Конечная статья | Год выпуска | Число страниц | Число листов иллюстраций и карт | Тираж, тыс. экз. |
| --- | ---------------- | --------------- | ----------- | ------------- | ------------------------------- | ---------------- |
| 1   | А                | Е               | 1949        | 520           | 20                              | 100              |
| 2   | Ж                | К               | 1951        | 624           | 30                              | 100              |
| 3   | Л                | П               | 1953        | 614           | 25                              | 100              |
| 4   | Пл               | С               | 1955        | 670           | 13                              | 80               |
| 5   | Т                | Я               | 1956        | 663           | 11                              | 75               |

## Четвёртое издание
Главные редакторы — В. В. Мацкевич и П. П. Лобанов.
Издание вышло в издательстве «Советская энциклопедия».
Состав издания
| Том | Начальная статья | Конечная статья | Год выпуска | Число столбцов | Число листов иллюстраций и карт | Тираж, тыс. экз. |
| --- | ---------------- | --------------- | ----------- | -------------- | ------------------------------- | ---------------- |
| 1   | АБ               | Годеция         | 1969        | 1200           | 13                              | 50               |
| 2   | Годовик          | Клён            | 1971        | 1232           | 15                              | 49,7             |
| 3   | Клетка           | Молоко          | 1972        | 1184           | 10                              | 50               |
| 4   | Молокомер        | Припуск         | 1973        | 1376           | 10                              | 50               |
| 5   | «Природа»        | Судза           | 1974        | 1120           | 7                               | 50               |
| 6   | Сукачёв          | Ящур            | 1975        | 1228           | 3                               | 50               |

## Галерея

Титульный лист второго тома со штампом оперативного штаба рейхсляйтера Розенберга в Минске, занимавшимся конфискацией и вывозом культурных ценностей во время Второй мировой войны
Титульный лист второго тома
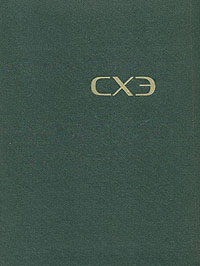
Обложка четвертого издания